# Carles Udina Cobo
Carles Udina Cobo (Sant Vicenç de Montalt, el Maresme, 16 de setembre de 1948) és un esquiador de fons català. Com a membre del Centre Excursionista de Catalunya, el 1970 va participar en els Jocs Universitaris d'hivern. El 1971 va formar part del comitè organitzador del Campionat d'Espanya d'esquí nòrdic. El 1975 va ser seleccionat per a participar amb la Selecció catalana als Campionats d'Espanya de fons.
Contribuí a dissenyar l'estratègia dels Jocs Olímpics de Barcelona (1992). També fou consultor de planificació territorial i dissenyador d'estacions d'esquí alpí i nòrdic, i un dels autors de L'esquí nòrdic, un esport per a tothom (1988). També ha participat en campionats de camp a través i en carreres de fons.